# Saint-Supplet
 Saint-Supplet  es una comuna y población de Francia, en la región de Champaña-Ardenas, departamento de Meurthe y Mosela, en el distrito de Briey y cantón de Audun-le-Roman.
Su población en el censo de 1999 era de 165 habitantes.
Está integrada en la Communauté de communes des Deux Rivières .

## Demografía
| 296 | 230 | 207 | 200 | 186 | 165 |
| Para los censos de 1962 a 1999 la población legal corresponde a la población sin duplicidades (Fuente: INSEE [Consultar]) |     |     |     |     |     |